# Gmina Nuštar
Gmina Nuštar (chorw. Općina Nuštar) – gmina w Chorwacji, w żupanii vukowarsko-srijemskiej. W 2011 roku liczyła  5793 mieszkańców.